# Erich Basarke

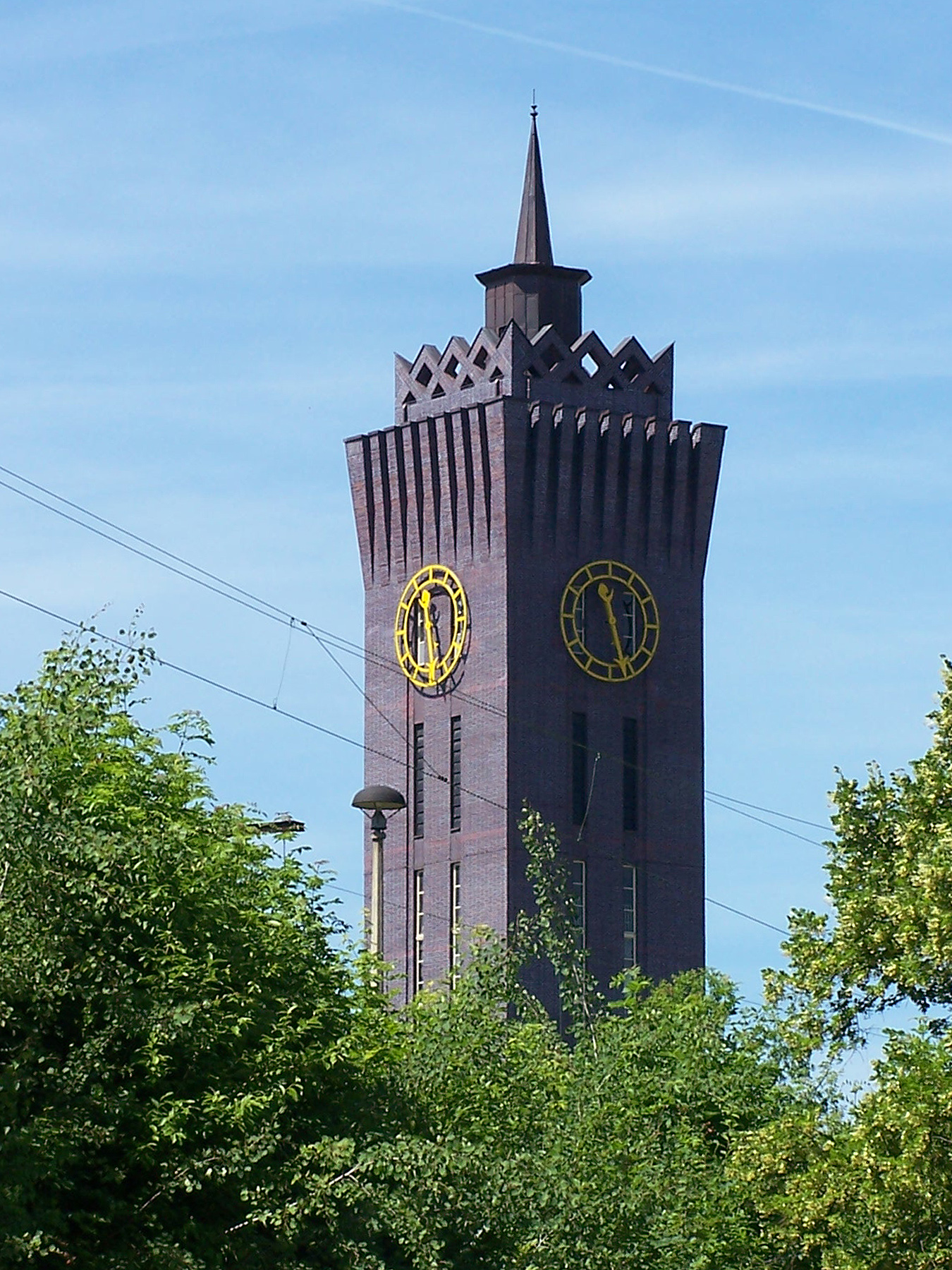
Wieża zegarowa fabryki Schubert & Salzer w Chemnitz zaprojektowana przez Ericha Basarke (1927)

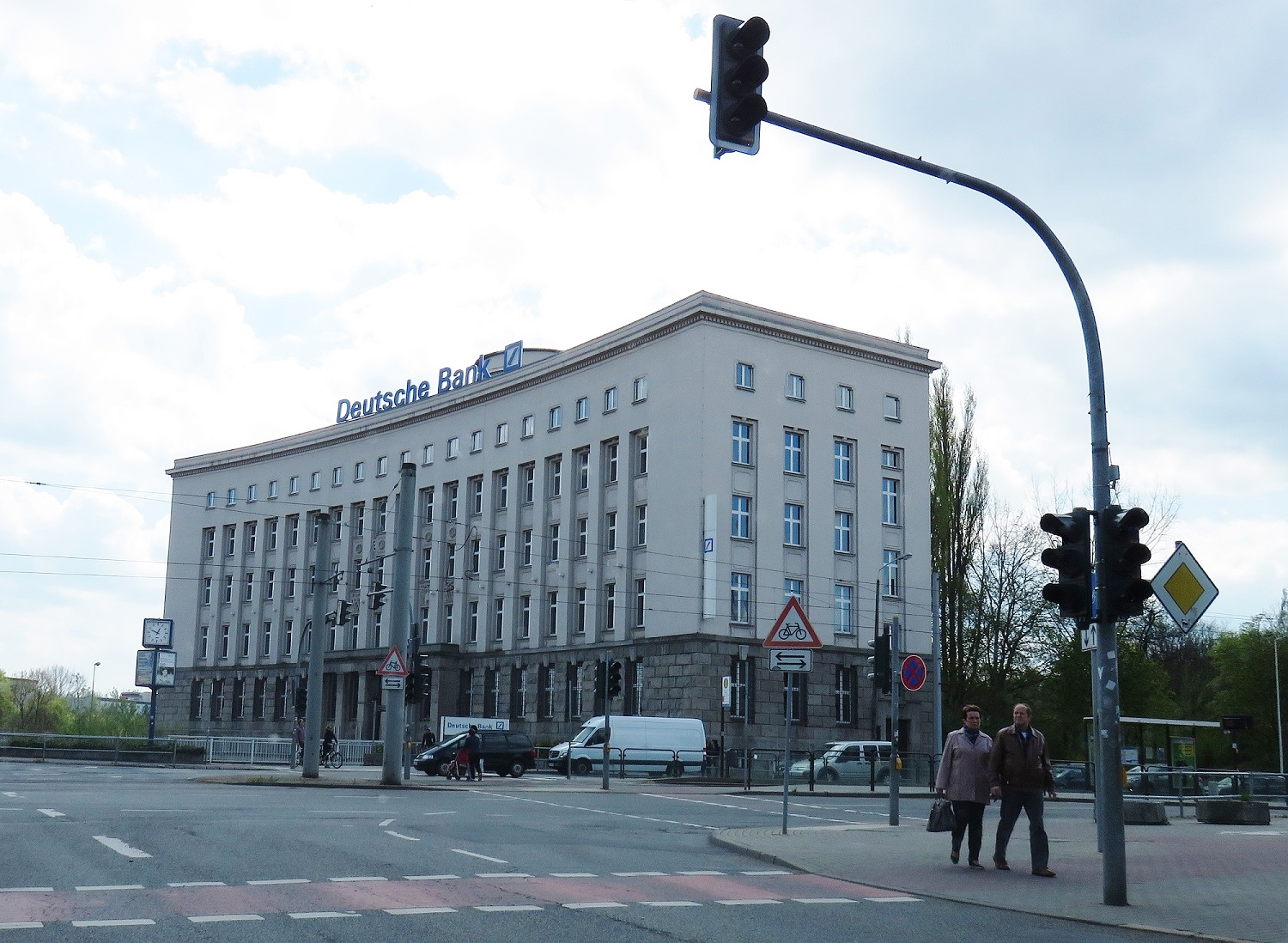
Budynek Deutsche Banku w Chemnitz

Erich Basarke (ur. 15 listopada 1878 w Grudziądzu, zm. 23 kwietnia 1941 w Chemnitz) – niemiecki architekt, działający w Chemnitz.

## Życiorys
Erich Basarke urodził się w Grudziądzu jako syn krawców. Studiował w latach 1900–1903 w Dreźnie architekturę, jednak nie ukończył studiów. Od 1904 pracował jako architekt pomocniczy w Chemnitz. W 1908 razem z Alfredem Zappem założył biuro architektoniczne, które prowadził samodzielnie od 1919.
Jest projektantem wielu budynków w Saksonii, m.in. budynku Deutsche Banku (1921–1926) w Chemnitz czy budynku Darmstädter und Nationalbank (Danat-Bank) w Dreźnie (1929–30).